# Kaspar Almayer
Kaspar Almayer är en litterär figur. Det är en holländsk köpman i Malaya som har huvudrollen i Joseph Conrads roman Almayers dårskap (eng: Almayer's folly) från 1895.